# مسجد ابوالبرکات
مسجد ابوالبرکات مربوط به دوره صفویه است و در خمینی شهر، محله فروشان، خیابان شهید منتظری، کوچه دوشنبه بازار واقع شده و این اثر در تاریخ ۲۴ اسفند ۱۳۸۳ با شمارهٔ ثبت ۱۱۵۸۱ به‌عنوان یکی از آثار ملی ایران به ثبت رسیده است. این مسجد همه روزه برای نماز ظهر و شب باز است ولی در همه ظهر ها حتی ظهر های جمعه و چهارشنبه شب ها در آن نماز جماعت برگزار می شود، 
و سایر نماز های جماعت در مسجد نزدیک مسجد امام جعفر صادق برگزار می شود. 
همچنین شب های پنجشنبه و تمامی ظهر های ماه رمضان و چند روز دیگر در این مسجد منبر برقرار است.
یکی از ویژگی های این مسجد این است که در روز عاشورا در آن قمه زنی برگزار می شود و از شهر های مختلف می آیند و شب در آن استراحت می کنند و صبح قمه می زنند.
در روز شیرخوارگان حسینی ( ششم محرم ) مراسم با شکوهی در این مسجد برگزار می شود و در دهه اول محرم  و اربعین و روز شها‌دت حضرت زهرا هیئت علی اصغر این مسجد که برای کودکان است به راه میافتد
امام جماعت و منبری این مسجد و مسجد امام جعفر صادق سید محمد علی ابوالبرکات نام دارد،  
وی فرزند سید رضا ابوالبرکات است.